# AMC Ambassador

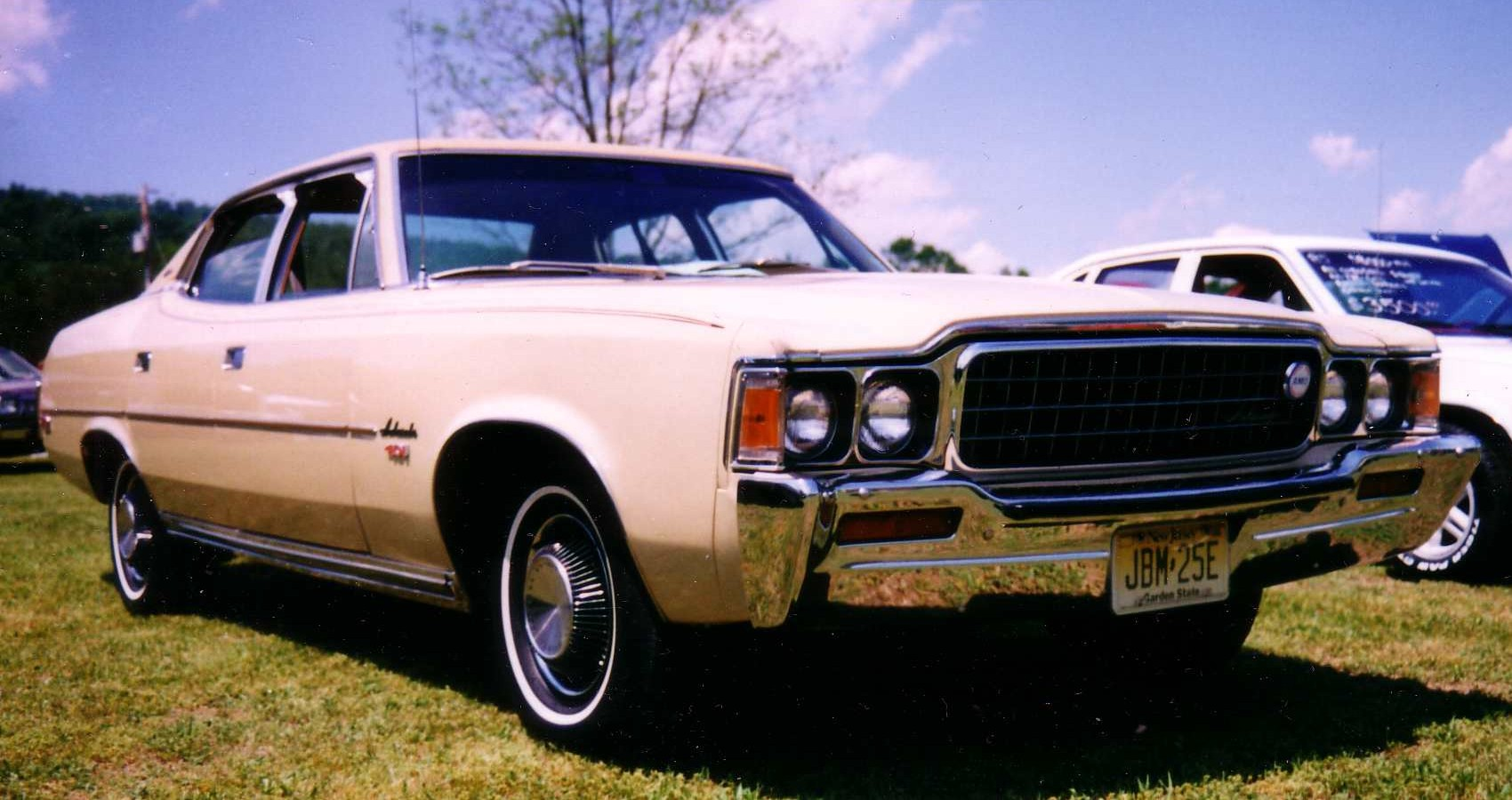
Ambassador Brougham Limousine (1973) mit 6,6 Liter-V8

Der Ambassador war die größte PKW-Baureihe, die die American Motors Corporation (AMC) in den Jahren 1958 bis 1974 herstellte. Der Wagen war bekannt als Rambler Ambassador, Ambassador V8 von Rambler und schließlich AMC Ambassador. Vorher trug diesen Namen der Nash Ambassador, ebenfalls größte Baureihe dieses Herstellers. So wurde der Name Ambassador durchgehend von 1927 bis 1974 gebraucht, von 1927 bis 1931 allerdings lediglich als Bezeichnung einer Ausstattungslinie. Als man den Namen aufgab, war Ambassador die am längsten eingesetzte Fahrzeugbenennung in der Automobilgeschichte. Alle Ambassador wurden in Kenosha, Wisconsin, gebaut.

## Prolog
Nach dem überraschenden Tod von George Mason im Herbst 1954 übernahm George Romney (den Mason als etwaigen Nachfolger empfohlen hatte) die Führung der neu entstandenen American Motors Corporation. Romney erkannte, dass in den Märkten der Nachkriegszeit der Erfolg des Unternehmens davon abhing, Absatzstückzahlen zu erreichen, die die Amortisation der hohen Werkzeugkosten erlaubte. Sein Ziel war deshalb, mit den Rambler-Modellen den Marktanteil von AMC in einem Segment zu erhöhen, das die Großen Drei (GM, Ford und Chrysler) damals noch nicht bearbeiteten. Als die Entwicklung des überarbeiteten Nash Ambassador von 1958, der auf der verlängerten und neu gestylten Karosserie des Nash Rambler von 1956 basierte, fast fertig war, arbeiteten die AMC-Designer auch an einem neu gestalteten Hudson-Äquivalent namens Rebel, das man den Hudson-Händlern anbieten wollte.
Als jedoch die Verkaufszahlen der großen Nash-Ambassador- und der Hudson-Hornet-Modelle sich verschlechterten, wurde Romney klar, dass das Kundenvertrauen in die Marken Nash und Hudson verschwunden war. So beschloss er 1957, diese Markennamen sterben zu lassen und sich auf die neue Rambler-Modellreihe zu konzentrieren, die im selben Jahr als eigenständige Marke etabliert wurde.

## 1958–1962

### Modelljahr 1958

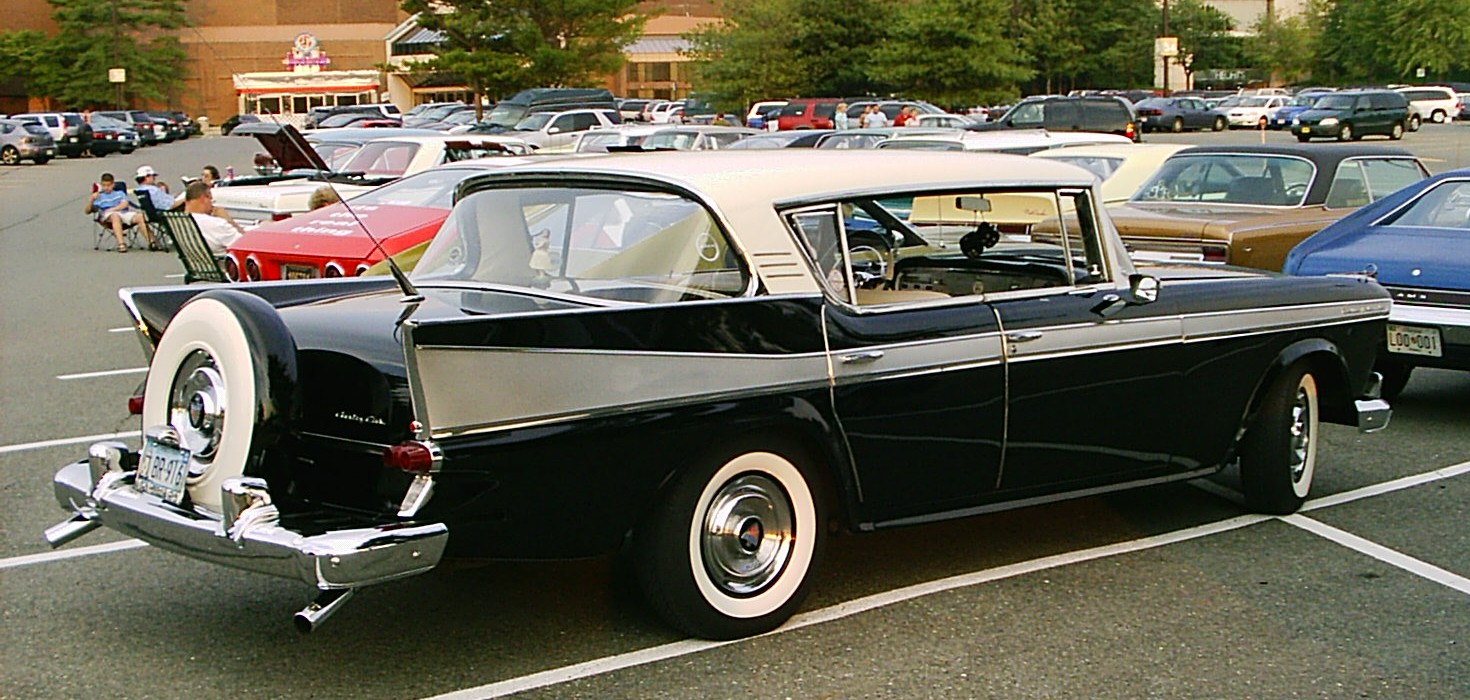
Ambassador V8 Custom Hardtop (1958)

Obwohl die Markennamen Nash und Hudson verschwunden waren, ging die Arbeit am Auto selbst weiter. Es wurde im Herbst 1957 vorgestellt und hatte die verlängerte Rambler-Karosserie mit 2972 mm Radstand, eine bessere Innen- und Außenausstattung, den exklusiven 5,4 Liter – V8-Motor und den „V-Line“-Kühlergrill des Rebel-Prototyps. Darüber hinaus gab es den Wagen in einer exklusiven Ausführung als pfostenlosen Hardtop-Kombi.
Das Management fand heraus, dass die Öffentlichkeit den Namen Rambler mit kleinen, wirtschaftlichen Autos verband, daher wollte man den neuen Ambassador nicht größer auslegen, damit er dem erstrebenswerten wirtschaftlichen Image des Rambler weiterhin verbunden bliebe. So entschloss man sich, den neuen großen Ambassador als Ambassador V8 by Rambler zu vermarkten, um ihn am überbordenden Erfolg des Rambler teilhaben zu lassen, aber doch einen Hauch von Exklusivität anzuzeigen, indem man zeigte, dass es sich um eine andere Art von Fahrzeug handelte. Dennoch trug der Wagen Firmenschilder mit der Aufschrift „Rambler Ambassador“ an den vorderen Kotflügeln.
Der Ambassador von 1958 war wesentlich länger als die Modelle Rambler Six und Rebel V8 mit ihrem Radstand von 2743 mm, obwohl beide Modellreihen sich mit ihm die prinzipiell gleiche Karosserie, das gleiche Styling und den gleichen Chromschmuck teilten. Von dem um 229 mm verlängerten Radstand des Ambassador profitierte allein der Vorderwagen, was bedeutete, dass der Fahrgastraum die gleichen Abmessungen wie beim kleineren Rambler hatte. Auf dem Markt wurde der Ambassador als Konkurrenzmodell zu den großen Modellen anderer Hersteller positioniert.
Die Ausstattungslinien waren an Emblemen an den vorderen Kotflügeln und am Kofferraumdeckel ersichtlich. In der Ausstattungslinie Super hatte der Ambassador in zur Karosseriefarbe passend lackierte Zierelemente an den Flanken, Custom-Modelle besaßen silberfarben eloxierte Zierelemente bei den Limousinen und Holzfolie im Falle der Kombis. Vom Ambassador gab es eine viertürige Limousine, eine viertürige Hardtop-Limousine, einen fünftürigen Kombi und den vorher erwähnten Hardtop-Kombi, den es zuallererst 1956 als Nash oder Hudson Rambler gab, auf dem alle weiteren Rambler-Modelle basierten.

### Modelljahr 1959
1959 erhielt der Ambassador Änderungen an Kühlergrill und Chromleisten und überarbeitete Fondtürbleche und Heckflossen.

### Modelljahr 1960

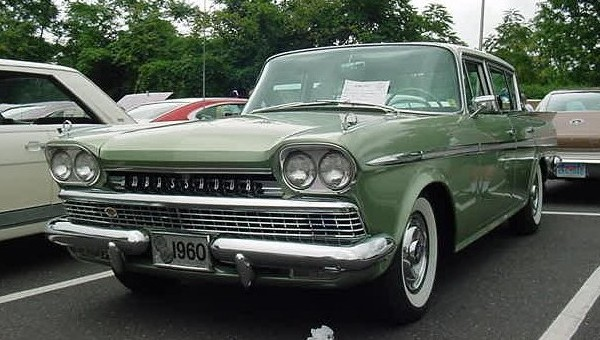
Ambassador V8 by Rambler, Limousine (1960)

1960 wurde die Karosserie des Ambassador grundlegend überarbeitet: Es gab neue Kotflügel, eine neue Motorhaube, einen neuen Kofferraumdeckel, neue Türbleche, eine neue Dachlinie, neue Heckleuchten, neue Stoßfänger und eine neue Windschutzscheibe. Die Heckflossen waren niedriger und zur Seite gebogen. Der Gesamteindruck war recht frisch, da das neue Dach niedriger und leichter aussah und besser zu den niedrigen Heckflossen und dem niedrigen Kühlergrill passte.

### Modelljahr 1961

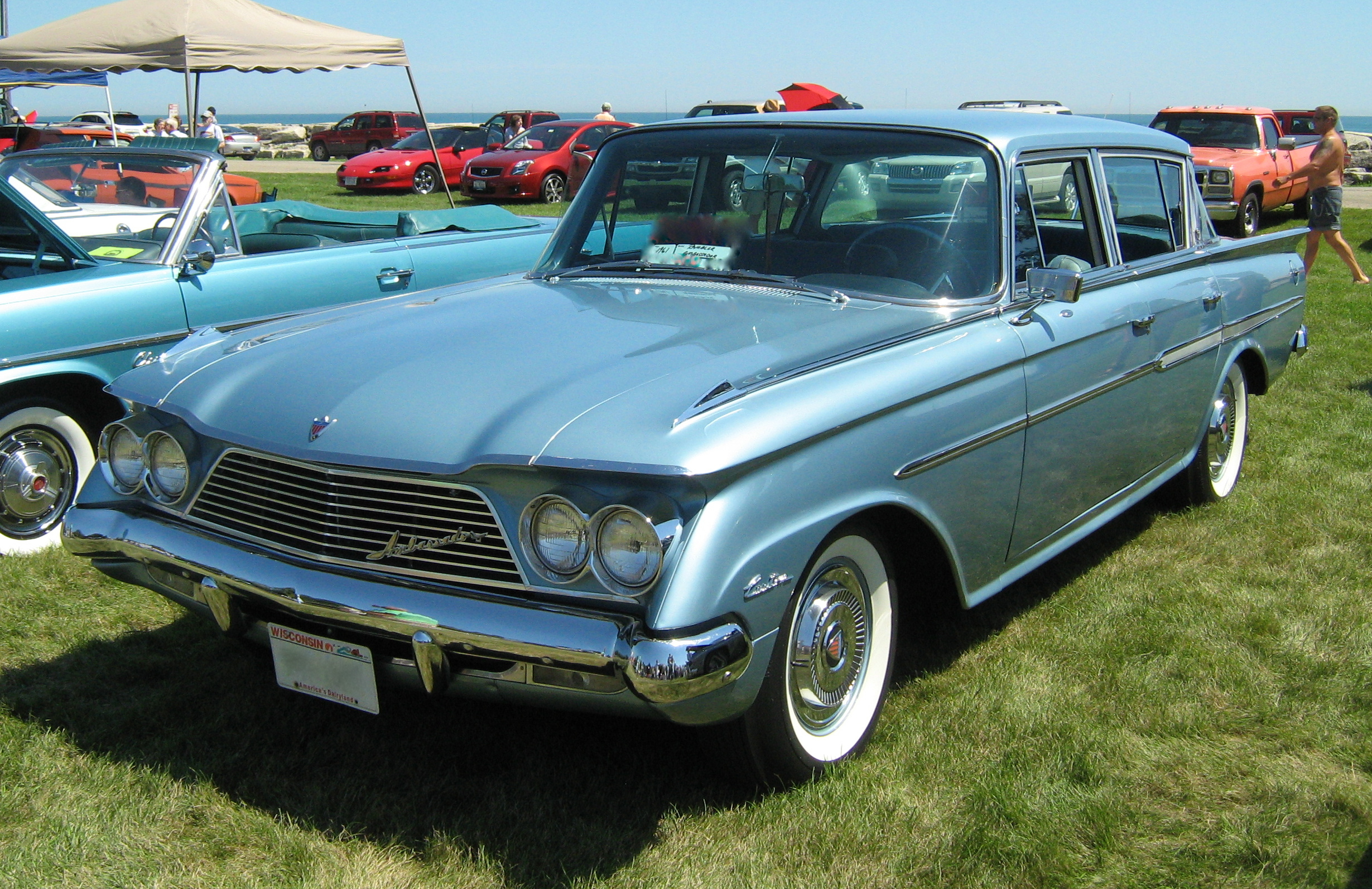
Rambler Ambassador Custom 1961

1961 erhielt der Ambassador eine ungewöhnliche Frontpartie, die vom AMC-eigenen Styling-Studio unter der Leitung von Edmund Anderson entworfen wurde: Das neue Gesicht bestand aus einem trapezförmigen Kühlergrill und Hauptscheinwerfern, die aus einem in Wagenfarbe lackierten Blech herausragten, während die vorderen Kotflügel nach unten und vorne über die Vorderkante der Motorhaube hinaus gebogen waren. Dieses Aussehen war anders als alles Andere auf dem Markt und wurde von der AMC-Marketingabteilung als „europäisch“ beworben. Obwohl das neue Aussehen den Ambassador vom billigeren Rambler unterscheiden sollte, war es weder bei den Kunden noch bei der Motorpresse gut gelitten. Die Verkaufszahlen fielen aber auch, weil die gesamte Branche eine Rezession hinnehmen musste. Die Hardtop-Limousine und der Hardtop-Kombi wurden 1961 nicht mehr angeboten.

### Modelljahr 1962

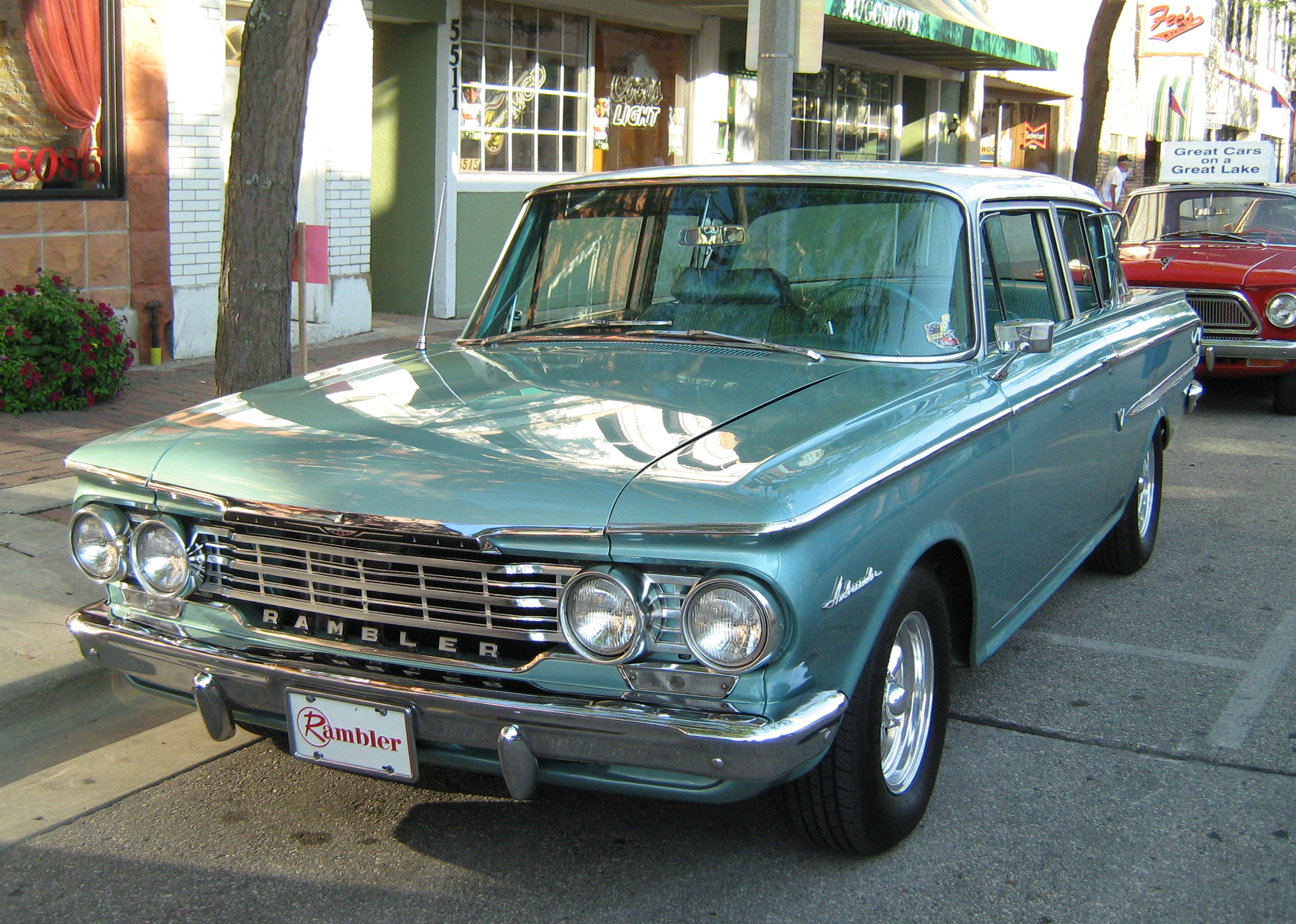
Rambler Ambassador 1962

1962 war die Karosserie des Ambassador schon im siebten Jahr auf dem Markt. Und obwohl die Verkaufszahlen von Rambler für den dritten Platz in der amerikanischen Industrie (hinter Chevrolet und Ford) gut waren, arbeitete das Management an einem revolutionären und recht kostenintensiven Design für das Modelljahr 1963. Zugleich musste die American Motors Corporation Geld sparen, und da die Verkaufszahlen des Ambassador 1961 gefallen waren, beschloss man, den Ambassador des Jahrgangs 1962 zu verkleinern und ihm Karosserie und Radstand (2743 mm) des Rambler Classic zu geben. Daher bot man den Wagen als Rambler Ambassador an.
Der 1962er Ambassador bekam eine neue Front, die den Classic-Modellen von 1961 und 1962 ähnelte, aber einen Kühlergrill mit Gittermuster und eingezogenem Mittelteil und einen Ambassador-Schriftzug besaß. Das Heck wartete mit neuen, rechteckigen Rücklichtern auf und die Heckflossen verschwanden ganz. Das Außendekor wurde überarbeitet und eine neue zweitürige Limousine angeboten. Eine neue Ausstattungslinie 400 stellte die Spitze der Modellreihe dar; die Linien Super und Custom blieben.
Trotz der Ähnlichkeiten mit dem 1962er Classic gab es beim Ambassador ein wesentliches Unterscheidungsmerkmal: Er hatte exklusiv den 4,7– oder 5,4-Liter-V8-Motor, denn der Classic V8 war ausgelaufen.

## 1963–1964

### Modelljahr 1963

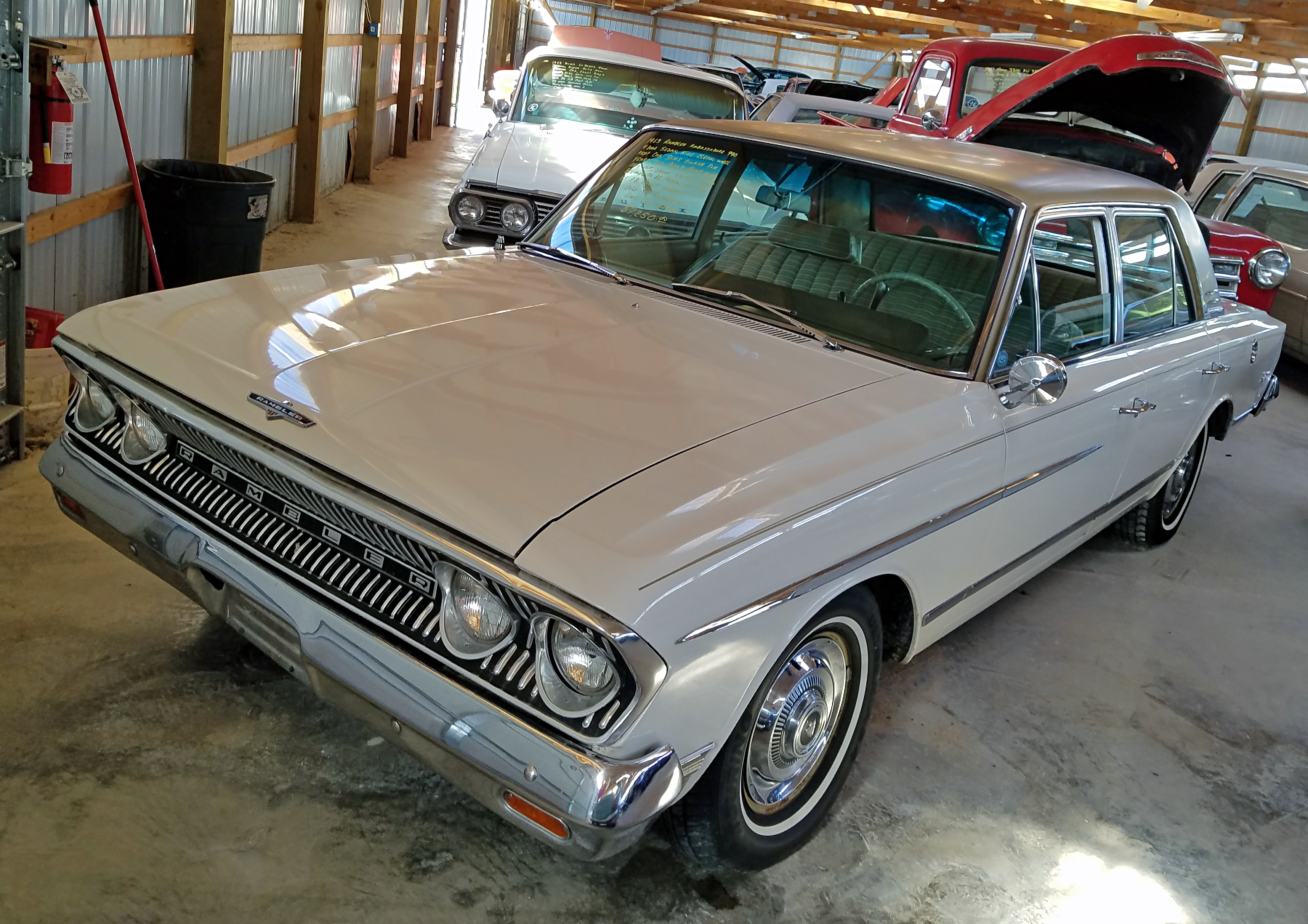
Rambler Ambassador 990 Sedan (1963)

Romney verließ AMC 1962 und bewarb sich um den Posten des Gouverneurs von Michigan, eine Wahl, die er gewann. Inzwischen war eine ganz neue Rambler-Modellpalette erschienen, die Romneys Philosophie folgte, dass Ramblers beste Überlebenschance im Bau kleinerer Modelle mit möglichst vielen Gleichteilen lag, was die Herstellungskosten niedrig und die Produktionsabläufe einfach hielt. Die neue Modellpalette wurde 1963 mit dieser Philosophie im Hinterkopf eingeführt.
Die Ambassador-Form von 1963 wurde von Edmund Anderson und Richard Teague entworfen. Sie war viel straffer, sauberer und weicher, und fast alle Teile waren mit dem neuen Classic austauschbar. Der Radstand wuchs auf 2845 mm, wobei die Gesamtlänge gleich blieb. Der neue Wagen war sehr innovativ, da die Firma neue Methoden beim Pressen der Blechteile anwandte, dank derer die Türen aus zwei Teilen hergestellt werden konnten und nicht mehr aus mehreren miteinander verschweißten Teilen bestanden, wie es damals üblich war. Die neue Art, Türen zu fertigen, verringerte die Komplexität der Fertigung sehr, sicherte genauere Passungen und eine höhere Qualität und sorgte dafür, dass die Karosserien weniger zum Klappern und zu Undichtigkeiten neigten.
Gebogene Seitenscheiben und Türgriffe mit Druckknöpfen waren kostspielige Neuerungen, betonten aber das gutaussehende, elegante und moderne Styling des neuen Rambler nach Mercedes-Art; das war Eleganz im Detail. Die neue Fahrzeugfront führte zu leichten Kontroversen aufgrund des konkav geformten „Rasierapparat“-Kühlergrills. Der Kühlergrill des Ambassador unterschied sich von dem des Classic durch den Ambassador-Schriftzug in dem schmalen Streifen zwischen oberer und unterer Kühlergrillbegrenzung. Die runden Hauptscheinwerfer waren leicht in Chromrahmen zurückversetzt und saßen nebeneinander an den Rändern des Kühlergrills.
Der Ambassador wurde wiederum als zwei- und viertürige Limousine und fünftüriger Kombi ausgeliefert, aber es gab neue Ausstattungslinien: 880 war die Grundausstattung, die den bisherigen Super ersetzte, und der besser ausgestattete 990 ersetzte den Custom und den 400.
Anfangs hatte nur der Ambassador V8-Motoren, bis der Chef von AMC, Roy Abernethy, anordnete, dass der kleinere 4,7-Liter-V8 ab Mitte des Jahres auch im Classic angeboten werden solle, damit der AMC-Mittelklassewagen mit seinen Rivalen von GM und Ford besser mithielt, die alle seit 1961 oder 1962 V8-Motoren hatten.
Die Verkaufszahlen waren ordentlich und die Neuauflage wurde als Erfolg verbucht. Das Magazin Motor Trend verlieh der gesamten 1963er Rambler-Modellpalette – einschließlich Ambassador – den Titel Car of the Year.

### Modelljahr 1964
Im Modelljahr 1964 wurden nur kleine Ausstattungsänderungen und zusätzlich Modelle eingeführt. Der „Rasierapparat-Kühlergrill“ des 1963er Modells wurde durch eine einfachere Ausführung ersetzt und das Angebot an Motoren und Getrieben wurde erweitert. Es gab zum ersten Mal seit 1957 wieder eine zweitürige Hardtop-Limousine, den 990-H. Die 880er Basismodelle fielen weg, und der Ambassador bekam als Grundausstattung wieder den zuverlässigen 5,4-Liter-V8-Motor.

## 1965–1966

### Modelljahr 1965

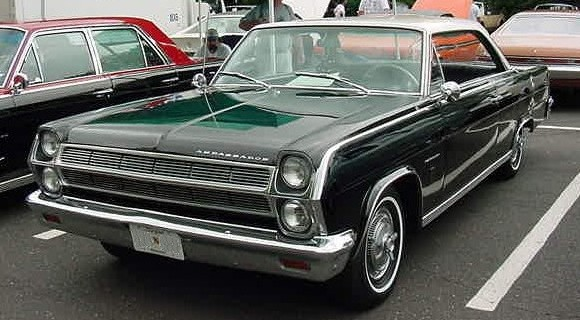
Der Ambassador von 1965 hatte übereinander angeordnete Hauptscheinwerfer (hier ein 990 Hardtop)

So unerwartet groß der Erfolg des neuen Rambler auch war, so war Roy Abernathy doch nicht vollkommen zufrieden. Mit seiner Erfahrung als hervorragender Verkäufer schaute Abernathy genau, wohin die Konkurrenz der American Motors Corporation sich bewegte, und kam zu dem Schluss, dass die Firma noch erfolgreicher wäre, wenn sie Modell für Modell mit den Großen Drei (Chevrolet, Ford, Plymouth) konkurrieren würde. Daher beabsichtigte er, alle AMC-Fahrzeuge in den jeweiligen Segmenten höher zu positionieren, das Billigauto-Image der Marke abzustreifen und wieder in allen drei Hauptklassen des amerikanischen Automobilmarktes – große Modelle, Mittelklassemodelle und Kompaktmodelle – Fahrzeuge anzubieten. Der American und der Classic waren bereits starke Wettbewerber in den beiden kleineren Klassen, daher richtete er 1965 sein Augenmerk darauf, den Ambassador auf echtes Full-size-Format zu vergrößern, indem er Karosserie und Fahrgestell des Classic verlängerte und ihm ein ganz anderes Styling verpasste. Die damaligen Größenklassen definierten sich eher über Radstände als durch Passagier- und Kofferraumvolumina.
Obwohl der neue Ambassador die gleiche Plattform wie seine Vorgänger von 1963 und 1964 hatte, sah das Modell doch ganz neu aus. Ausgestattet mit einem Radstand von 2946 mm, 10 cm länger als beim Classic, erhielt der Ambassador längere, kantige Heckkotflügel mit breiten Heckleuchten, die um die Fahrzeugecken griffen, einen höheren Kofferraumdeckel, einen eckigeren, tiefer montierten hinteren Stoßfänger und eckigere hintere Radausschnitte. Mit seiner Front mit übereinander angeordneten Hauptscheinwerfern, die leicht in ihre Rahmen eingelassen waren und dem neuen, waagerecht geteilten Kühlergrill, den sie flankierten, rief der neue Ambassador wiederum Diskussionen hervor. Dieser neue Grill über die volle Fahrzeugbreite stellte in gewisser Weise das Gegenstück zum Grill von 1963 dar.
Wiederum kam der zusätzliche Radstand des Ambassador nur dem Motorraum zugute, weshalb der Innenraum in der Größe dem des Mittelklassemodells Classic entsprach. Es gab auch eine neue Karosserieform im Angebot des 1965er Ambassador: ein neues attraktives Cabriolet wurde als Teil der Ausstattungslinie 990 angeboten. Somit gab es zum ersten Mal seit 1948 einen offenen Ambassador.
Den Ambassador gab es auch in weiteren Ausstattungslinien, mit zusätzlichen Ausstattungsdetails und Motoren. Die Modelle 990 und 990-H waren wieder da, und auch die 880er reihten sich unterhalb des 990 ein. Eine neue 800er-Serie wurde als Grundausstattung eingeführt. Der Ambassador wurde serienmäßig mit dem 3,8-Liter-Reihensechszylindermotor ausgeliefert; somit war der Wagen erstmals seit 1956 wieder mit einem Sechszylinder lieferbar. Der bewährte 4,7-Liter–V8 und der 5,4-Liter–V8 wurden auf Wunsch geliefert.
Das Management von American Motors beschloss, den Ambassador doch wieder mit Sechszylindermotor anzubieten, da seine Full-size-Konkurrenten (z. B. der Chevrolet Bel Air, der Chevrolet Impala, der Ford Custom 500 und der Ford Galaxie, ebenso wie der Plymouth Fury) auch mit Sechszylindermotoren in der Grundausstattung daherkamen. Daher sprachen sie einen größeren Kundenkreis als der Ambassador an. Ebenso war nicht zu befürchten, dass der kleinere, anders gestaltete Classic dem Ambassador Six Kunden abjagen würde. Die Veränderungen waren erfolgreich und die Verkaufszahlen des Ambassador verdreifachten sich.

### Modelljahr 1966

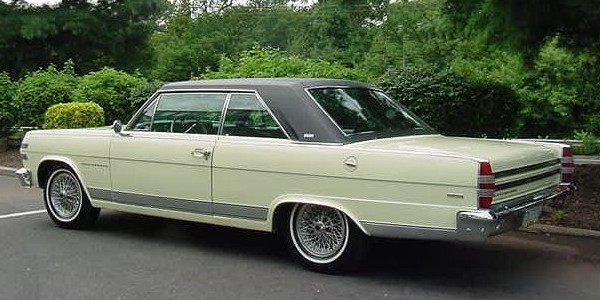
Die Hardtop-Modelle von 1966 hatte eine klassische Dachlinie (hier ein DPL-Modell)

1966 wurden nur kleinere Änderungen an der Ambassador-Modellreihe vorgenommen, aber diese waren von großer Bedeutung. Zwei übereinander angeordnete Grilleinsätze zierten die Vorderkanten der vorderen Kotflügel. Die Hardtop-Coupés erhielten eine geänderte Dachlinie, die eckiger und damit auch „vornehmer“ wirkte, und die Heckscheibe griff nicht mehr um die Dachkanten herum.
Die 800er Basismodelle liefen aus und ein neues DPL-Hardtop-Coupé wurde zusätzlich angeboten. Der DPL (Abkürzung für Diplomat) war sehr luxuriös ausgestattet, mit Vinyldach, Radabdeckungen im Speichendesign, spezieller Innenausstattung und Sitzbezügen und auf Wunsch mit separaten Kissen, was alles ein luxuriöseres Ambiente schuf, damit der DPL mit dem neuen Plymouth VIP, Ford LTD und Chevrolet Caprice konkurrieren konnte. Der 3,8-Liter–Reihensechszylindermotor wurde, ebenso wie die V8 mit 4,7 und 5,4 Litern, weiterhin angeboten, aber das Angebot an Getrieben umfasste nun ein neues handgeschaltetes Vierganggetriebe mit Schalthebel auf der Mittelkonsole. Die meisten Ambassador wurden allerdings mit dem Borg-Warner 35 Automatikgetriebe geordert.
Die vielleicht wichtigste Neuerung aber war, dass der Ambassador den historischen Namen Rambler verlor, da der Wagen nun als American Motors Ambassador vermarktet wurde. Dafür war wiederum Abernethy verantwortlich, der den eleganten Ambassador höher positionieren wollte. Für ihn bedeutete dies, dass der Name Rambler samt dessen spartanischem Image ausgemustert gehörten, um dem Wagen einen sauberen Start auf einem Markt zu ermöglichen, der sich von Wirtschaftlichkeitsüberlegungen ab- und leistungsstarken V8-Motoren zuwandte. Trotz dieser Bemühungen fielen die Verkaufszahlen 1966.

## 1967–1968

### Modelljahr 1967

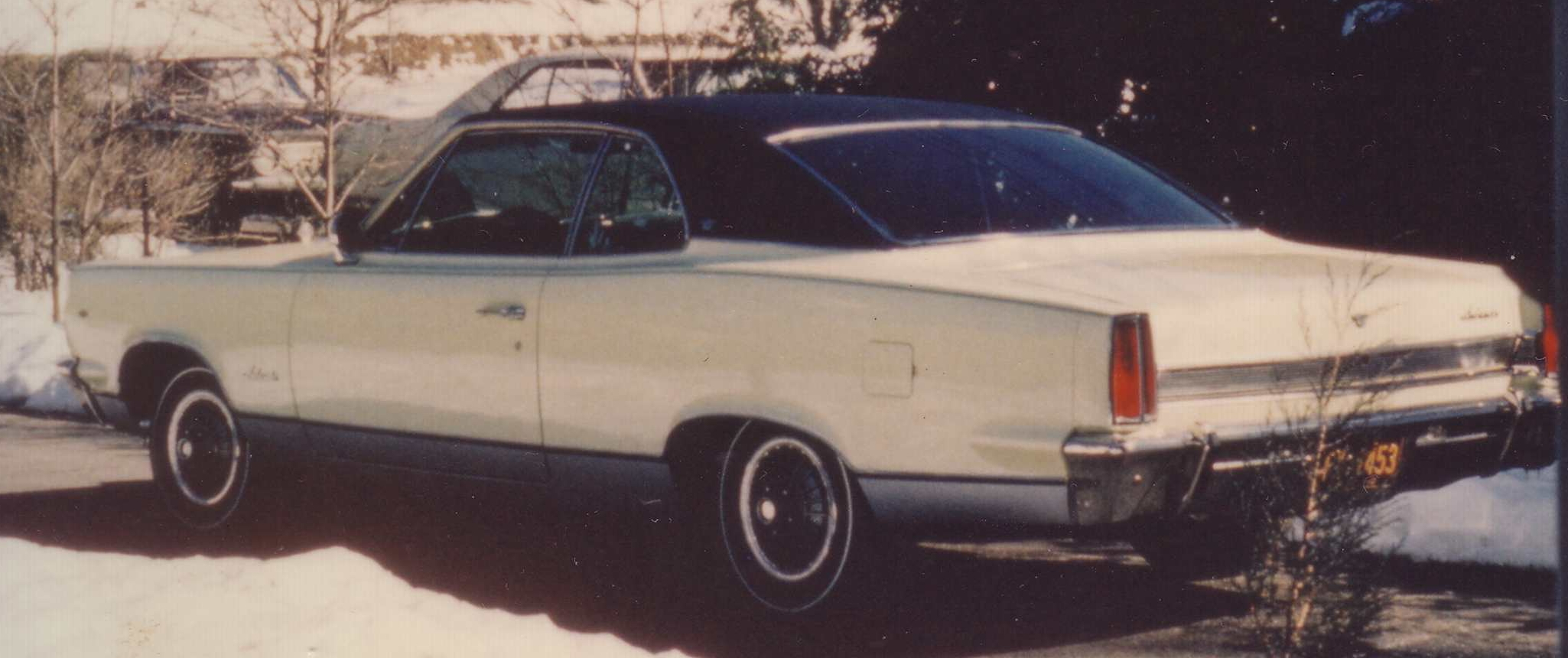
AMC Ambassador Hardtop-Coupé 1967

1967 führte AMC einen grundlegend überarbeiteten Ambassador ein, diesmal auf einem Radstand von 2997 mm, 101 mm mehr als beim Rambler mit 2896 mm. Der Ambassador wurde im Markt als „luxuriöser Mittelklassewagen“ positioniert, hatte aber einen so großen Innenraum wie die großen Wagen von Ford oder GM. 1967 wurde auch das Cabriolet wieder angeboten – diesmal in DPL-Ausstattung –; es war aber das letzte Jahr für das Cabrio und es wurden nur 1.260 Exemplare gebaut. Einzigartig war die „Split Stack“-Dachmechanik, die den Rücksitzraum nicht einschränkte. Ebenfalls zum Modelljahr 1967 setzte AMC den Rambler Marlin – 1966 wie der Ambassador umbenannt in American Motors Marlin – auf die längere Ambassador-Bodengruppe und versah ihn mit der Front des Ambassador, um ihn der längeren, überarbeiteten Karosserie anzupassen.
Wieder sah der Wagen vollkommen neu aus; er erhielt ein abgerundeteres Erscheinungsbild, fließende Dachlinien, einen Hüftschwung, größere Fensterflächen und einen zurückgesetzten Kühlergrill, der sich weniger nach vorne bog als bei den Modellen von 1965 und 1966. Die Rücklichter waren größer, rechteckig und durch einen vertikalen Mittelsteg geteilt. Die zweitürigen 880er Limousinen hatten die gleiche Dachlinie wie die Hardtops, aber eine schmälere B-Säule, die ihnen das Erscheinungsbild eines offenen Coupés gab.
Der seit vielen Jahren verwendete AMC-V8-Motor mit 5,4 Litern Hubraum wurde nun durch den vollkommen neuen 5,6-Liter-V8-Motor ersetzt, der auf dem 1966 herausgebrachten 4,75-Liter-Motor basierte. Mit Doppel-Registervergaser und Doppelauspuff leistete der neue Motor 280 SAE-PS (206 kW).
Leider waren die Verkaufszahlen des neuen Modells enttäuschend, weil die Höherpositionierung aller Modelle die Kunden verwirrte. Die Kunden der „Großen Drei“ betrachteten die AMC-Fahrzeuge als epigonal und die bisherigen treuen AMC-Kunden waren konsterniert. Abernethys Ideen funktionierten nicht und bescherten dem Werk stattdessen neuerliche finanzielle Probleme. Infolgedessen wurde Abernethy Ende des Jahres von der Eigentümerversammlung von seinen Aufgaben entbunden und durch William V. Luneberg und Roy D. Chapin jr. ersetzt.

### Modelljahr 1968
1968 wurde eine neue SST-Ausstattungslinie oberhalb der nun mittleren Ausstattungslinie DPL für den Ambassador aufgelegt. AMC war dank seiner Kühlschrank-Sparte Kelvinator Pionier in Sachen Klimaanlagen für PKWs war und entschloss sich auf Rat der Marketingexpertin Mary Wells Lawrence, dem Ambassador mehr Image zu verleihen, indem man die Klimaanlage in die Serienausstattung aufnahm. Es war das erste Mal, dass ein Volumenmodell serienmäßig mit Klimatisierung ausgestattet war, sogar Cadillac und Lincoln boten die Anlage nicht serienmäßig in ihren Luxusautos, die oft mehr als doppelt so viel wie ein Ambassador kosteten. Alle Ambassador wurden serienmäßig mit Klimaanlage ausgestattet, aber die Kunden konnten auf Wunsch auf diese Ausstattung verzichten, was den Preis des Wagens senkte. AMC betonte in seiner damaligen Werbekampagne für den Ambassador, dass die einzigen anderen Hersteller in der Welt, die serienmäßige Klimaanlagen anboten, Rolls-Royce und einige Sportwagenhersteller waren.
Wegen der niedrigen Verkaufszahlen wurden das Cabriolet und das Coupé mit B-Säulen aufgegeben, während die 990er – Hardtop-Coupé und Limousine -, das DPL-Hardtop-Coupé, die Limousine, der Kombi und das neue SST-Hardtop-Coupé im Angebot blieben. Auch die Baureihe Marlin wurde aufgegeben, um Platz für das neue „Pony-Car“ AMC Javelin zu machen.
Die Neuerungen im Styling waren minimal. Die Rückleuchten saßen jetzt eingezogen in Wagenfarbe lackierten Rahmen mit horizontalem Mittelsteg. Auch die Rahmen der Hauptscheinwerfer waren jetzt in Wagenfarbe lackiert. Den Kühlergrill dominierte ein breiter horizontaler Steg, während seine Kanten eckig waren und sich nach vorne bis zur inneren Begrenzung der Hauptscheinwerfer zogen. Seitliche Positionsleuchten wurden an allen vier Kotflügeln serienmäßig angebracht, da geänderte Zulassungsvorschriften das zusammen mit der Installation von Sicherheitsgurten bei allen in den USA ausgelieferten Neuwagen ab 1. Januar 1968 vorschrieben. Auch das langlebigste AMC-Stylingdetail wurde mit dem Ambassador des Jahrgangs 1968 eingeführt: Klapptürgriffe ersetzten die früheren Türgriffe mit Druckknopf bei allen American Motors–Modellen mit Ausnahme des Rambler American. Ab Frühjahr 1968 gab es den Topmotor von AMC, den AMX 390 V8 mit 6,4 Litern Hubraum und 315–325 SAE-PS (232–239 kW), auf Wunsch auch im Ambassador, was die Motorenauswahl auf vier erhöhte.
Die American Motors Corporation startete eine neue Werbekampagne, die von Wells, Rich und Greene Inc. konzipiert wurde und die Preiswürdigkeit der einzelnen Modelle herausstellte, um AMC in den Köpfen der Kunden wieder als Lieferant praktischer Autos zu etablieren. Diesmal funktionierte es und die Verkaufszahlen von AMCs Flaggschiff stiegen wieder.

## 1969–1974

### Modelljahr 1969

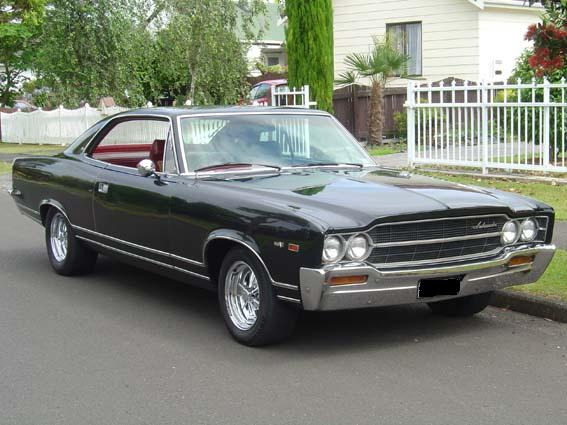
AMC Ambassador (1969), Modell für Neuseeland mit Rechtslenkung

1969 wurde der Ambassador grundlegend überarbeitet und erhielt einen Radstand von 3099 mm, den längsten aller jemals von AMC hergestellten Autos. Die Fahrzeugfront wurde mit neuen Doppelscheinwerfern versehen, die horizontal in einen neuen Kühlergrill aus Kunststoff-Spritzguss eingelassen waren. Der Kühlergrill selbst war schwarz und hatte einen verchromten Mittelsteg, der die beiden Scheinwerfergruppen miteinander verband. Die Motorhaube wurde abgeändert, damit sie zum neuen Kühlergrill mit hochgezogenem Mittelteil passte, und erinnerte daher leicht an Packards klassische Kühlergrill-Motorhauben-Kombination. AMCs Styling-Vizechef Richard A. Teague hatte bei diesem Luxusautohersteller gearbeitet, bevor er zu AMC kam. Die rechteckigen Blinkleuchten waren unterhalb der Scheinwerfer in die Frontstoßstange eingelassen. Die gesamte Frontpartie war leicht nach vorne geneigt, um den Wagen schnittiger erscheinen zu lassen.
Gerippte, rechteckige Rückleuchten saßen innerhalb der rückwärts übergreifenden Heckkotflügel montiert. Quadratische, gerippte seitliche Positionsleuchten gleicher Bauhöhe waren am hinteren Ende der Kotflügel eingebaut. Der Kofferraumdeckel hatte einen etwas größeren Überstand. Die Grundausführung und die DPL-Limousine und DPL-Hardtop-Modelle hatten kein dekoratives Verbindungsblech zwischen den Heckleuchten, während die besser ausgestatteten SST-Versionen ein rotes Verbindungsblech hatten, das farblich zu den Heckleuchten passte. Der Kombi hatte wieder seitlich übergreifende vertikale Rückleuchten.
Die Innenausstattung wurde verbessert und ein neues Armaturenbrett mit tief versenkten Instrumenten wurde vor dem Fahrer installiert.
Der 1969er Ambassador zeigte Luxus und wurde mit dem Spruch: „Er wird Sie an die Tage erinnern, als man noch wirklich etwas für sein Geld bekam“ beworben. Die Kombination aus dicker Velourspolsterung, stufenlos verstellbaren Liegesitzen, serienmäßiger Klimaanlage und größerem Radstand wurde in der Werbung zusammen mit der schicken Limousinenanmutung des Ambassador und seinem wirtschaftlichen Kaufpreis aufgezeigt. Diese Anstrengungen von AMC waren erfolgreich und die Verkaufszahlen zogen erneut kräftig an.

### Modelljahr 1970
1970 wurde der hintere Teil der Hardtop-Coupés und der Limousinen dem Mittelklassemodell Rebel aus dem gleichen Jahr angepasst. Bei den Hardtop-Coupés führte das zu einer abfallenden Dachlinie mit aufschwingenden hinteren Seitenfenstern. Die Gürtellinie hatte einen Schwung nach oben genau an der Stelle, an der sich die hinteren Seitenfenster öffneten, und fielen dann langsam nach hinten ab bis zum neu geformten, geschwungenen hinteren Stoßfänger.
Die Limousinen hatten eine schlankere C-Säule, rechteckige hintere Seitenfenster und eine Gürtellinie, die im Bereich von deren hinterem Ende einen Schwung nach oben hatte. Sie fiel dann wie beim Hardtop-Coupé nach hinten ab. Die Heckpartie hatte neue, gerippte Rückleuchten, die sich von einer Seite des Fahrzeuges zur anderen erstreckten und kleine, weiße Rückfahrleuchten in der Mitte hatte.
Der Kombi behielt seine Dachlinie, seine Türen und seine Heckschürze. Alle Ambassador-Modelle bekamen einen neuen Kühlergrill über die volle Fahrzeugbreite mit mehreren hellen, vertikalen Stegen, von denen der mittlere breiter und in Wagenfarbe lackiert war. Der 4,75-Liter-V8 wurde 1970 durch den 5,0-Liter-V8 ersetzt, der 5,6-Liter durch den 5,9-Liter.
Eine Brougham-Version ersetzte das bisherige Topmodell SST, welches wieder den DPL als mittlere Ausstattungsstufe ersetzte. Auch das Basismodell bekam nur mit der Bezeichnung DPL ein Kürzel. An dieser Zusammensetzung änderte sich bis 1974 nichts mehr. Brougham hatten serienmäßig ein Vinyldach resp. Holzdekor an den Flanken des Station Wagon. Beides war optional auch bei den anderen Baureihen lieferbar.

### Modelljahr 1971

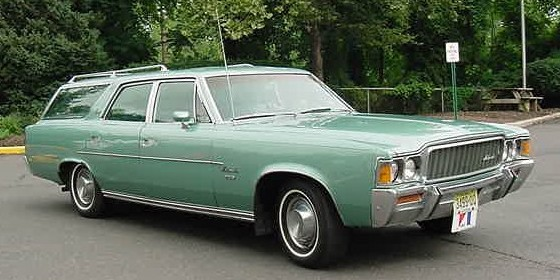
AMC Ambassador Kombi (1971)

1971 fielen die Basismodelle weg und die nur als Limousine erhältliche DPL-Ausstattung wurde zum neuen Basismodell. Die neue Luxusausstattung hieß ‚’Brougham’’ und rangierte über den SST-Modellen. Sowohl SST- als auch Brougham-Modelle gab es als Hardtop-Coupés, Limousinen und Kombis. Der DPL wurde mit dem neuen Reihensechszylindermotor von AMC mit 4,2 Litern Hubraum ausgeliefert, aber sie SST- und Brougham-Modelle waren standardmäßig nur mit dem 5,0-Liter-V8 verfügbar. Automatikgetriebe gehörten bei allen Modellen zur Grundausstattung. Der AMX 390 V8 wich einem neuen 6,6-Liter-V8 mit 335 PS (246 kW) als Topmotorisierung.
Die Stylingänderungen beschränkten sich auf eine neue Fahrzeugfront. Sie hatte Hauptscheinwerfer, die in ihren Chromrahmen von neuen Kühlergrill getrennt waren und ihn flankierten. Sie hatten eine rechteckige Umrandung mit abgerundeten Ecken. Der Grill war eingelassen und hatte helle Querstäbe. Eine weitere Serie von Parklichtern war außen neben den Hauptscheinwerfern postiert, die um die Fahrzeugecken griffen, sodass keine separaten vorderen Positionsleuchten benötigt wurden.
Die Rückleuchten der Hardtop-Coupés und Limousinen füllten immer noch die volle Fahrzeugbreite aus, waren aber höher und hatten die Rückfahrleuchten weiter außen, etwa 20 cm von der jeweiligen Fahrzeugecke entfernt. Wiederum zeigte der Kombi wenig Veränderung am Heck, hatte aber auf Wunsch neue seitliche Holzimitatverzierungen oberhalb der Gürtellinie. Ihre Unterkante schwang hinter ihrem Hochpunkt über den vorderen Radausschnitten nach unten wie bei Buicks traditionellem Styling.

### Modelljahr 1972
Der Ambassador von 1972 erhielt nur geringe Stylingänderungen, da die größte Neuerung bei AMC in diesem Jahr die Einführung einer Garantie (AMC Buyer Protection), die alle Reparaturkosten für die ersten 12 Monate/12.000 Meilen (19.224 km) bei allen AMC-Modellen abdeckte. Die Mechanik aller Modelle wurde weiterentwickelt und damit zuverlässiger gemacht; die bemerkenswerteste Änderung war die serienmäßige Ausstattung aller Modelle mit elektrischen Scheibenwischern, die die vorher unterdruckbetriebenen ersetzten.
Das Basismodell DPL wurde eingestellt, wie auch alle Sechszylindermodelle. Zum ersten Mal seit 1964 war der Ambassador nur mit V8-Motoren erhältlich. Das machte den Ambassador zum einzigen amerikanischen Volumenmodell mit Klimaanlage, Automatikgetriebe, einem V8-Motor und einer Werksgarantie auf alle Standardausstattungen, wobei sein Preis unter dem der gleich großen Fahrzeuge der „Großen Drei“ lag. Den Ambassador gab es jetzt nur noch in den Ausstattungslinien SST und Brougham. Nur der Kühlergrill wurde mit einem Design aus kleinen Rechtecken umgestaltet.

### Modelljahr 1973

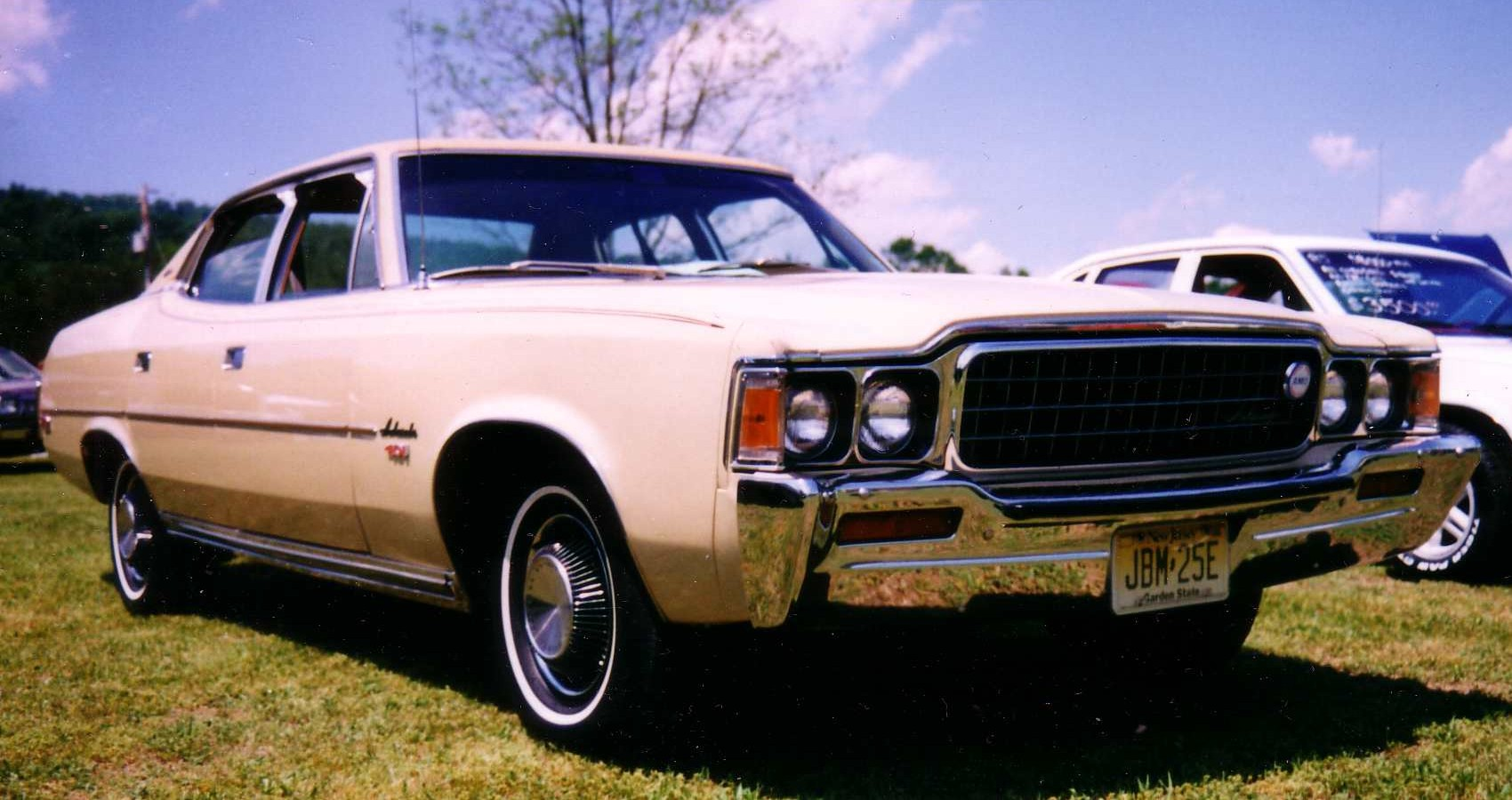
AMC Ambassador 1973

Die SST-Modelle wurden eingestellt; alle Ambassador-Modelle wurden zu Broughams. Zu der langen Liste der Serienausstattungen kamen ein Mittelwellenradio und getönte Scheiben. Die Stoßfänger wurden wuchtiger, damit die Fahrzeuge den staatlichen Auflagen entsprachen, einen Aufprall von vorne mit 8 km/h oder von hinten mit 4 km/h ohne Schaden an Motor, Beleuchtung und Sicherheitseinrichtungen zu überstehen.
Der Ambassador erfüllte diese Auflagen mit einem vorderen Stoßfänger, der Aufprallenergie vernichtete und etwas vor der Frontmaske angebracht war. Dieser Stoßfänger hatte eine auffälligere Oberseite, mit der er an der Unterkante des Kühlergrills anlag. Große schwarze Gummistreifen wurden am hinteren Stoßfänger montiert, um auch dort die Auflagen zu erfüllen. Der Kühlergrill bekam schwere horizontale Stege und die Umrahmungen der Hauptscheinwerfer wurden schwarz eingefärbt.

### Modelljahr 1974

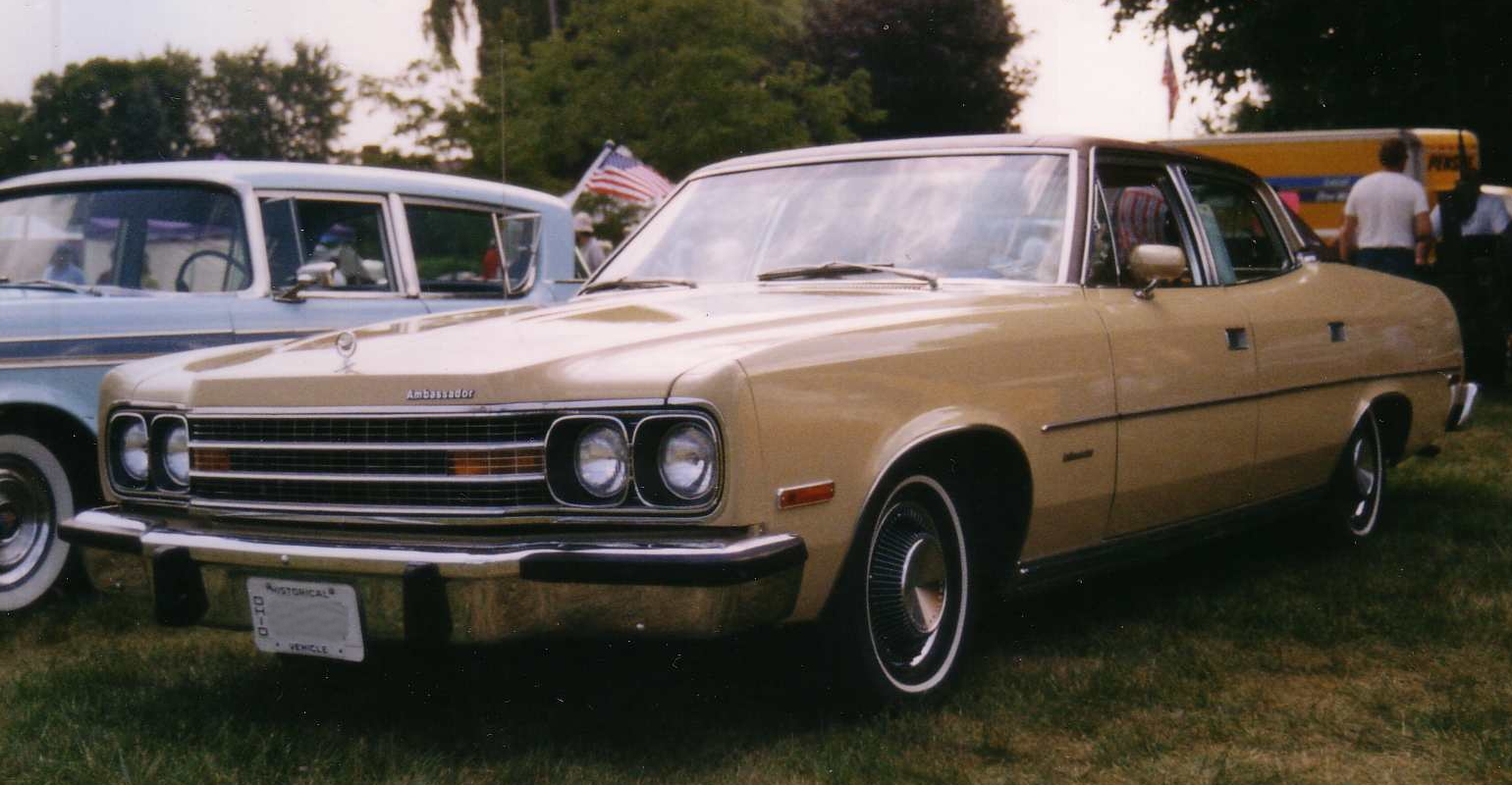
AMC Ambassador 1974, der letzte Jahrgang

Die Verkaufszahlen des Ambassador waren seit 1970 in etwa auf demselben Niveau geblieben, obwohl die Fahrzeuge wesentlichen Änderungen unterzogen wurden. Im Jahre 1974 sollte der größte Ambassador erscheinen – gerade als die Ölkrise 1973 das Schreckgespenst der Benzinrationierung heraufbeschwor. Der Ambassador wuchs um 178 mm in der Länge gegenüber der 1973er Version. Die größere Länge war der neuen Fahrzeugfront und den stoßabsorbierenden Stoßfängern geschuldet.
Den 1974er Ambassador Brougham gab es nicht länger als zweitürigen Hardtop, sodass nur noch Limousine und Kombi lieferbar waren. Die Einstellung des Hardtop-Coupés war verfügt worden, weil es sich nach Einführung des neuen, schlanken, sportlichen Matador Coupés nicht mehr so gut verkaufte. Vermutlich wurde es von AMC nicht als hilfreich erachtet, auf der gleichen Plattform einen förmlich gestalteten Ambassador zu bauen.
Die Styling-Änderungen für Limousine und Kombi bestanden aus neuen Versionen der vorderen Kotflügeln, der Motorhaube, des Kühlergrills, der Stoßfänger, der Heckschürze, des Armaturenbrettes, der Innenausstattung, der Kühlerfigur und der Unterlage für die Modellbezeichnung. Die Frontmaske bestand aus neuen rechteckigen Ringen, die die Hauptscheinwerfer umschlossen, und einer neuen, vorwärts strebenden Mittelpartie. Der Kühlergrill zeigte ein aus kleinen Rechtecken bestehendes Design mit zwei dicken, horizontalen Stegen, die die Hauptscheinwerfereinheiten verbanden und die neuen Parklichter einschlossen. Letztere hatten bernsteinfarbige Streuscheiben, folgten dem vorwärts strebenden Grill und waren in sein Muster eingelassen. Die Scheinwerferringe waren wieder schwarz. Die neue Motorhaube und der vordere Stoßfänger folgten ebenfalls der vorwärts strebenden Mittelpartie des Kühlergrills und gaben dem Auto somit eine „Sargnase“. Der zeitgenössische Matador hatte ein ähnliches Aussehen, aber mit wesentlich stärkerer Ausprägung der Mittelpartie und einfachen Hauptscheinwerfern.
Hinten war der neue Stoßfänger wesentlich größer und hatte Stoßdämpfer eingebaut, damit er den neuen Regeln zur Schadensbegrenzung bei Bagatellkollisionen entsprach. Die Limousinen hatten Abdeckungen aus Fiberglas an den hinteren Kotflügeln. Diese griffen nach innen um die Fahrzeugecken herum, sodass die zusammen mit dem überstehenden Kofferraumdeckel eine zurückgesetzte Heckschürze bildeten. Dort waren die neuen Heckleuchteneinheiten eingebaut, die größere neue Rückfahrleuchten in den Rückleuchtengehäusen eingebaut hatten. Das hintere Kennzeichen wanderte vom hinteren Stoßfänger an die Heckschürze und die Rückleuchten und das Kennzeichen besaßen bei den Limousinen einen gemeinsamen Chromrahmen.
Die Ladefläche und die Heckansicht des Kombis blieben gegenüber den Vorjahren unverändert; allerdings bekamen diese Modelle einen neuen hinteren Stoßfänger und neue Rückleuchten. Den Kombi gab es mit zwei Sitzreihen für sechs Passagiere oder mit zusätzlicher Rückbank entgegen der Fahrtrichtung für acht Passagiere. Alle Modelle erhielten zahlreiche Extras serienmäßig, die praktische Bedienung, Aussehen und Komfort verbesserten, darunter eine Hecktür, die auf zwei verschiedene Arten geöffnet werden konnte: In der ersten Betriebsart war sie unten angeschlagen, um eine barrierefreie Beladung und den Transport langer Güter zu ermöglichen, in der zweiten Betriebsart öffnete sie zur Seite, um Personen den Einstieg zu ermöglichen. Darüber hinaus hatten die Fahrzeuge noch halbtransparente Holzimitationen aus Vinyl an den Fahrzeugseiten und am Fahrzeugheck, eine Dachreling auf voller Länge und einen Windabweiser auf dem Dach, der in Holzimitat und Chrom gehalten war und das Heckfenster mit sauber hielt.
Die Antriebsmechanik der Fahrzeuge blieb gleich, wobei nur noch V8-Motoren und Automatikgetriebe verfügbar waren. Weitere Änderungen 1974 betrafen einen größeren Benzintank (94,2 Liter) und eine Lichtmaschine, die 62 A lieferte. Neue Schallisolation machte den Ambassador noch leiser. Dazu gab es eine lange Liste serienmäßiger Ausstattungsmerkmale, die bei Konkurrenzmodellen nur gegen Aufpreis erhältlich war. Das beinhaltete z. B. Klimaanlage, Schminkspiegel und Zierrat, wie Zierstreifen und Weißwandreifen.
Die Verkaufszahlen großer Wagen aller Hersteller fielen 1974 signifikant, da sich die amerikanischen Kunden auf kleinere Wagen verlegten. Das betraf auch den Ambassador und im Juni 1974 verließ das letzte Exemplar das Werk in Kenosha. Damit wurde ein Modellnamen zu Grabe getragen, der 48 Jahre lang ohne Unterbrechung genutzt worden war.

## Epilog
Da AMC sich auf die neu zugekaufte Modellreihe des Jeep, das Matador Coupé und den AMC Pacer konzentrierte, der 1975 herauskommen würde, hatte die Firma kein Geld mehr, um die Fortentwicklung des großen Ambassador und seines Mittelklasse-Gegenstücks Matador in der Limousinen- und Kombiausführung über 1974 hinaus voranzutreiben. Die meisten Werkzeuge stammten noch aus dem Jahr 1967 und, anstatt in einen offensichtlich abnehmenden Markt zu investieren, entschied sich AMC, sein Geld lieber in kleinere Autos und SUVs zu investieren.
Dennoch lebte der Geist des Ambassador im inzwischen gleich großen Matador weiter, den es ab 1975/1976 auch in der luxuriösen „Brougham“-Ausstattung gab, ebenso wie 1978 in der einzigartigen „Barcelona“-Ausstattung.

## Fahrzeugabmessungen
- Länge: 5245 mm (1969), 5283 mm (1970), 5354 mm (1971–1972), 5405 mm (1973–1974)
- Breite: 1961 mm
- Radstände: 2972 mm (1958–1961), 2743 mm (1962), 2845 mm (1963–1964), 2946 (1965–1966), 2997 mm (1967–1968), 3099 mm (1969–1974)